# حادث فقد المبرد النووي
يعد حادث فقد المبرد النووي أحد أشكال فشل المفاعل النووي؛ إذا لم تتم إدارتها بشكل فعال، فقد تؤدي نتائج حادث فقد المبرد النووي إلى تلف في قلب المفاعل. يوجد نظام التبريد الأساسي للطوارئ لكل محطة نووية على وجه التحديد للتعامل مع حادث فقد المبرد النووي.

## نبذة
تولد المفاعلات النووية الحرارة داخليا؛ لإزالة هذه الحرارة وتحويلها إلى طاقة كهربائية مفيدة، يتم استخدامها لنظام التبريد. إذا تم تقليل تدفق المبرد أو فقده تمامًا، فإن نظام الإغلاق الطارئ للمفاعل النووي مصمم لإيقاف تفاعل سلسلة الانشطار. ومع ذلك، بسبب الاضمحلال الإشعاعي، سيستمر الوقود النووي في توليد كمية كبيرة من الحرارة. تعادل حرارة الاضمحلال الناتجة عن إيقاف تشغيل المفاعل من الطاقة الكاملة في البداية حوالي 5 إلى 6٪ من التصنيف الحراري للمفاعل. يمكن أن تؤدي هذه الحرارة إلى زيادة درجة حرارة الوقود إلى درجة إتلاف المفاعل.